# Saab 90
Saab 90 - автомобиль среднего класса шведской автомобильной компании Saab. Выпускался с 1984 по 1987 год на заводе в финском городе Уусикаупунки. 
Saab 90 представляет собой дальнейшее развитие Saab 99 - автомобиль получил новое оформление задней части.
В 1986 году был проведён рестайлинг - была изменена конструкция подвески и обновлён экстерьер.
Выпуск автомобиля завершен в сентябре 1987 года, так как карбюраторный двигатель, который мог работать на этилированном бензине, не мог быть оснащен катализатором для выполнения новых норм выброса CO.
Всего было выпущено 25 378 автомобилей.

## Характеристики
Модель Saab 90 имела двухдверный пятиместный кузов седан. Фирмой SAAB предоставлялась гарантия от сквозной коррозии кузова в течение 3 лет.
Фары оснащались омывателями. Руль регулировался по высоте, но не имел усилителя. Водительское кресло оснащалась регулировками в двух плоскостях и подогревом.
Карбюраторный рядный 4-цилиндровый 8-клапанный двигатель с системой газораспределения DOHС объемом 1985 см³ располагался продольно спереди. Он развивал мощность 100 л.с. при 5200 об/мин и имел максимальный крутящий момент 161 Нм при 3500 об/мин. С этим мотором автомобиль разгонялся до 100 км/ч за 14 секунд и набирал максимальную скорость 165 км /ч.
Автомобиль оснащался 5-ступенчатой ручной или 4-ступенчатой автоматической коробками передач.
На модель устанавливались дисковые тормоза с усилителями, причём как на передние колеса, так и на задние. В подвеске использовались амортизационные стойки.